# لوشياس آنيوس كورنيوتس
لوشياس آنيوس كورنيوتس (بالإغريقية: Ἀνναῖος Κορνοῦτος)‏، كان فيلسوفًا رواقيًا، ازدهر في عصر نيرون (60 م)، وكان منزله في روما مدرسة للفلسفة.

## للاستزادة
- Ilaria Ramelli (ed.). Anneo Cornuto. Compendio di teologia greca. Milan: Bompiani Il Pensiero Occidentale. 2003. (ردمك 88-452-9249-5)ISBN 88-452-9249-5.